# Горьковское муниципальное образование
Горьковское муниципальное образование — сельское поселение в Тюменском районе Тюменской области Российской Федерации.
Административный центр — село Горьковка.

## История
Статус и границы сельского поселения установлены Законом Тюменской области от 5 ноября 2004 года № 263 «Об установлении границ муниципальных образований Тюменской области и наделении их статусом муниципального района, городского округа и сельского поселения».

## Население
| 2010  | 2011  | 2012  | 2013  | 2014  | 2015  | 2016  |
| ----- | ----- | ----- | ----- | ----- | ----- | ----- |
| 2396  | ↗2398 | ↘2390 | ↗2418 | ↗2533 | ↗2638 | ↗2724 |
| 2017  | 2018  | 2019  | 2020  | 2021  |       |       |
| ↗2732 | ↗2827 | ↗2886 | ↗2951 | ↗3331 |       |       |

## Состав сельского поселения
| № | Населённый пункт | Тип населённого пункта       | Население |
| - | ---------------- | ---------------------------- | --------- |
| 1 | Горьковка        | село, административный центр | ↗3331     |